# Coryphasia
Genre
Synonymes
- Siloca Simon, 1902

Coryphasia est un genre d'araignées aranéomorphes de la famille des Salticidae.

## Distribution
Les espèces de ce genre se rencontrent en Amérique du Sud et aux Antilles.

## Liste des espèces
Selon World Spider Catalog (version 18.5, 23/09/2017) :
- Coryphasia albibarbis Simon, 1902
- Coryphasia artemioi Bauab, 1986
- Coryphasia bulbosa (Tullgren, 1905)
- Coryphasia campestrata (Simon, 1902)
- Coryphasia cardoso Santos & Romero, 2007
- Coryphasia castaneipedis Mello-Leitão, 1947
- Coryphasia fasciiventris (Simon, 1902)
- Coryphasia furcata Simon, 1902
- Coryphasia melloleitaoi Soares & Camargo, 1948
- Coryphasia monae (Petrunkevitch, 1930)
- Coryphasia monteverde Santos & Romero, 2007
- Coryphasia nigriventris Mello-Leitão, 1947
- Coryphasia nuptialis Bauab, 1986
- Coryphasia sanguiniceps (Simon, 1902)
- Coryphasia septentrionalis (Caporiacco, 1954)
- Coryphasia viaria (Peckham & Peckham, 1901)

## Publication originale
- Simon, 1902 : Description d'arachnides nouveaux de la famille des Salticidae (Attidae) (suite). Annales de la Société Entomologique de Belgique, vol. 46, p. 24-56 & 363-406 (texte intégral).